# 로비 포
로비 포(Lovi Poe, 1989년 2월 11일 ~ )는 필리핀의 배우, 가수, 모델이다. 배우 페르난도 포 주니어의 딸이다.

## 음반 목록
- The Best of My Heart (2006)
- Bloom (2008)